# Robert Feidenhans’l
Robert Krarup Feidenhans’l (* 29. Juni 1958 in Haderslev) ist ein dänischer Physiker und Wissenschaftsmanager der europäischen Großforschung. Er war Leiter des Niels-Bohr-Instituts und von 2017 bis 2023 Managing Director der Großforschungsanlage European XFEL in Hamburg. Seit Januar 2023 leitet er die schwedische Synchrotronstrahlungsquelle MAX IV in Lund.

## Beruflicher Werdegang
Nach einem Diplom in Physik und Mathematik 1983 wurde Feidenhans’l 1986 an der Universität Aarhus in Physik promoviert. In demselben Jahr nahm er eine Stelle als Wissenschaftler am Forschungszentrum Risø DTU in Roskilde an. Dort wurde er 1993 Programmleiter für den Bereich Oberflächen und Grenzflächen. Im Juni 2001 wurde er Leiter der Abteilung Materialforschung in Risø mit etwa 150 Mitarbeitern.
2005 trat er eine Professur für Röntgenphysik am Niels-Bohr-Institut der Universität Kopenhagen an. Zwei Jahre später wurde er stellvertretender Leiter des Instituts und 2012 dann kommissarischer Institutsleiter.
Zum Jahresende 2016 gab er die Leitung des Niels-Bohr-Instituts auf und trat im Januar 2017 als Nachfolger von Massimo Altarelli eine Position als leitender Geschäftsführer (Managing Director) an der internationalen Forschungsanlage European XFEL in Hamburg an, die er bis 2023 innehatte.
Mit Wirkung vom 1. Januar 2023 wurde er Vorsitzender des Direktoriums (Board) der Synchrotronstrahlungsquelle MAX IV im schwedischen Lund; sein Mandat dauert bis zum 31. Dezember 2025.
Im Lauf seiner Karriere war Feidenhans’l in verschiedenen beratenden und leitenden Gremien dänischer, ausländischer und internationaler Forschungseinrichtungen tätig, so von 1995 bis 1998 als Mitglied des Forschungsbeirats Synchrotronstrahlung am Deutschen Elektronen-Synchrotron (DESY), von 2006 bis 2010 als Vorsitzender des Verwaltungsrates der europäischen Synchrotronstrahlungsquelle ESRF (zuvor 2002–2005 als stellvertretender Vorsitzender) und ab 2010 als Verwaltungsratsvorsitzender des European XFEL.

## Leistungen
Robert Feidenhans’ls Forschungsarbeiten betreffen die experimentelle Oberflächenphysik und Nanophysik, zum Beispiel die Erforschung von Nanodrähten, und insbesondere die Entwicklung von Röntgentechniken zur Materialanalyse. Ebenso war er an der Entwicklung von bildgebenden Röntgenmethoden zur dreidimensionalen Charakterisierung der Mikrostruktur von Materialien, biologischer Gewebe sowie zur Lebensmittelanalyse beteiligt.

## Ehrungen und Auszeichnungen
Die Stadt Remscheid zeichnete Feidenhans’l 2024 mit der Röntgen-Plakette aus. Er erhielt die Auszeichnung „für die Entwicklung von Röntgentechniken zur atomaren Analyse von Oberflächen und von bildgebenden Röntgenmethoden zur dreidimensionalen Charakterisierung der Mikrostruktur von Materialien“.

## Publikationen
Die Literatur- und Zitationsdatenbank Web of Science weist Robert Feidenhans’l mit Stand vom April 2024 als Autor oder Mitautor von etwa 200 wissenschaftlichen Fachartikeln mit einem h-Index von 45 aus.

### Ausgewählte Fachartikel
1. ↑  
R. Feidenhans’l: Surface structure determination by X-ray diffraction. In: Surface Science Reports. Vol. 10, Nr. 3, Mai 1989, S. 105–188, doi:10.1016/0167-5729(89)90002-2.
2. ↑  
J. Bohr, R. Feidenhans’l, M. Nielsen, M. Toney, R. L. Johnson, I. K. Robinson: Model-Independent Structure Determination of the InSb(111)2×2 Surface with Use of Synchrotron X-Ray Diffraction. In: Physical Review Letters. Vol. 54, Nr. 12, März 1985, S. 1275–1278, doi:10.1103/PhysRevLett.54.1275.
3. ↑  
Simon O. Mariager, Dmitry Khakhulin, Henrik T. Lemke, Kasper S. Kjær, Laurent Guerin, Laura Nuccio, Claus B. Sørensen, Martin M. Nielsen, Robert Feidenhans’l: Direct Observation of Acoustic Oscillations in InAs Nanowires. In: Nano Letters. Vol. 10, Nr. 7, 14. Juli 2010, S. 2461–2465, doi:10.1021/nl100798y.
4. ↑  
B. S. Clausen, G. Steffensen, B. Fabius, J. Villadsen, R. Feidenhans’l, H. Topsøe: In situ cell for combined XRD and on-line catalysis tests: Studies of Cu-based water gas shift and methanol catalysts. In: Journal of Catalysis. Vol. 132, Nr. 2, Dezember 1991, S. 524–535, doi:10.1016/0021-9517(91)90168-4.
5. ↑  
M. Bech, O. Bunk, T. Donath, R. Feidenhans’l, C. David, F. Pfeiffer: Quantitative x-ray dark-field computed tomography. In: Physics in Medicine and Biology. Vol. 55, Nr. 18, 21. September 2010, S. 5529–5538, doi:10.1088/0031-9155/55/18/017.
6. ↑  
Martin Bech, Torben H. Jensen, Robert Feidenhans’l, Oliver Bunk, Christian David, Franz Pfeiffer: Soft-tissue phase-contrast tomography with an x-ray tube source. In: Physics in Medicine and Biology. Vol. 54, Nr. 9, 7. Mai 2009, S. 2747–2753, doi:10.1088/0031-9155/54/9/010.
7. ↑  
Torben H. Jensen, Arvid Böttiger, Martin Bech, Irene Zanette, Timm Weitkamp, Simon Rutishauser, Christian David, Elena Reznikova, Jürgen Mohr, Lars Bager Christensen, Eli V. Olsen, Robert Feidenhans'l, Franz Pfeiffer: X-ray phase-contrast tomography of porcine fat and rind. In: Meat Science. Vol. 88, Nr. 3, Juli 2011, S. 379–383, doi:10.1016/j.meatsci.2011.01.013.